# Daniel Ansuátegui Ramo
Daniel Ansuátegui Ramo (Torreblanca, 19 de novembre de 1943) és un empresari i polític valencià, diputat en les tres primeres legislatures de les Corts Valencianes.

## Trajectòria
Ha treballat com a assessor financer i en el negoci de la construcció i la publicitat. Fou elegit diputat a les eleccions a les Corts Valencianes de 1983 dins les llistes de la coalició AP-PDP-UV, a les eleccions a les Corts Valencianes de 1987 dins les llistes d'Alianza Popular i a les eleccions a les Corts Valencianes de 1991 dins les del Partido Popular. En la segona legislatura fou secretari segon de les Corts Valencianes i en la tercera fou president de la Comissió d'investigació per tractar les irregularitats detectades en la subvenció concedida a l'empresa COSISTEL, SAL i les possibles implicacions i les responsabilitats que puguen tenir relació amb l'esmentada subvenció.
Fou secretari provincial de Castelló d'Alianza Popular, i durant el seu mandat es va enfrontar amb Carlos Fabra Carreras pel control del partit. Fou denunciat per l'alcalde de Torreblanca sota l'acusació de malversació de cabals públics en el pagament d'unes factures. El Jutjat d'Instrucció número 9 de Castelló va incoar el 27 de juliol de 1998, i després, el 23 de maig de 2000, va dictar acte d'arxiu "per no ser el fet denunciat constitutiu d'actuació penal". El 2003 fou absolt pel Tribunal de Comptes.